# ФК Сливнишки герой през сезон 2011/12
През Сезон 2011/2012 година ФК Сливнишки герой (Сливница) се състезава в Западната „Б“ ПФГ на българското футболно първенство.

## През сезона
В първата си среща след завръщането в професионалния футбол, съставът на Сливнишки герой допуска загуба от ПФК Чавдар (Бяла Слатина) с 1 – 0 като гост, на 13 август 2011 година.
Седмица по-късно, на 20 август, Сливнишки герой приема тимът на ОФК Бдин (Видин), в първото си домакинство в професионалния футбол от 30 години. Домакинството обаче е на столичния стадион „Славия“, в квартал „Овча купел“, поради реконструкцията на стадиона в Сливница.
Срещата завършва 0 – 1 за тима на Бдин, който постига победата след гол с глава на влезлия като резерва нападател Марио Метушев в 77-а минута.
В третия кръг от шампионата, Сливнишки герой гостува в град Банско, където губи с 0 – 3 от местния тим ФК Банско (Банско), а седмица по-късно печели и първата си точка в професионалния футбол от 70-те години на ХХ век, след като постига равенство 1 – 1 срещу отбора на ПФК Чавдар (Етрополе), а голът за СГ е отбелязан от Деян Петров.
Следва тежко поражение от ПФК Спортист (Своге), като загубата е с 2 – 4, а головете за СГ отбелязват Ангел Тошев и Христо Петров.
На 17 септември 2011 г. отборът гостува в Гоце Делчев, където се добира до равенство срещу местният Пирин, а седмица по-късно прави второ равенство, този път срещу ПФК Септември (Симитли) в София (голмайстори Деян Петров и Кристиян Кочилов).
Първа победа след завръщането си отборът печели на 1 октомври 2011 г., след като побеждава с 1 – 2 ПФК Академик (София) като гост на стадион „Българска армия“, а головете отбелязват Ангел Тошев и Цветомир Генов.
Последват две нови победи. Първо на 14 октомври 2011 г. отборът побеждава Малеш (Микрево) с 2 – 0 (два гола на Христо Петров), а след две седмица надделява над ПФК Чавдар (Бяла Слатина) с 3 – 2 (голмайстори Юлиян Куртелов, Борислав Павлов, Деян Петров), като след този мач отбора се изкачва на 6-о място в класирането.
На 5 ноември 2011 г. Сливнишки герой губи с 2 – 0 при гостуването си на ОФК Бдин (Видин). Следва равенство 1 – 1 с ПФК Чавдар (Етрополе) и загуби от ФК Банско (Банско) като домакин с 0 – 3 и от ПФК Спортист (Своге) като гост със същия резултат, в последния мач за есенния дял на първенството.
През януари 2012 година отборът привлича на проби няколко футболисти, които да заменят освободените приз декември 2011 г. Кристиян Милатинов, Марк Григоров, Иван Димитров, Васил Костов, Крум Георгиев, Никола Салджиев, Иван Спахиев, Деян Петров и разтрогналият с ПФК Левски (София) Даниел Шмедин, който бе преотстъпен в Сливница.
Това са Иван Павлов-Швайца, Мартин Пенев (и двамата идват от Доростол), Огнян Стефанов (от Места Хаджидимово), Неманя Младенович (от Работнички Ниш), Николай Хаджиниколов (от Бдин Видин), Йордан Йовчев (от Ботев Козлудуй), Мартин Малинов (юноша на СГ).
През пролетния дял на шампионата отбора инкасира 7 загуби, като изостава в класирането, и три кръга преди края на шампионата (май 2012), се намира на 9-о място, което е зоната на изпадащите във „В“ групите. Отбора губи от Академик Сф (на два пъти 0 – 1, 0 – 4), ФК Банско (0 – 1), Пирин (ГД) (на два пъти 0 – 1 и 0 – 4), Вихрен-Малеш (Сандански) (0 – 1) и Септември (Сим) (3 – 5).
В края на първенството отбора постига три поредни победи (срещу Бдин 1 – 0, срещу Спортист Своге 0 – 1 и Малеш-Вихрен 2 – 1), но това не е достатъчно и отбора изпада от професионалния футбол. През сезон 2012/2013 Сливнишки герой отново ще се състезава в Югозападната „В“ АФГ.